# Bobines d'or
Les Bobines d'or (Golden Reel Awards) sont des récompenses cinématographiques spéciales attribuées annuellement depuis 1977 au cours de la cérémonie des prix Génie (Genie Awards) à la production canadienne qui a enregistré le plus grand nombre d'entrées au box-office national.

## Palmarès
- 1977 : Les Mensonges que mon père me contait (Lies My Father Told Me)
- 1978 : Pitié pour le prof (Why Shoot the Teacher?)
- 1979 : Who Has Seen the Wind
- 1980 : Arrête de ramer, t'es sur le sable (Meatballs)
- 1981 : L'Enfant du diable (The Changeling)
- 1982 : Heavy Metal (2,2 millions)
- 1983 : Porky's (11 millions)
- 1984 : Strange Brew (2 millions)
- 1985 : La Guerre des tuques (0,85 million)
- 1986 : Les Bisounours, le film (1,85 million)
- 1987 : Le Déclin de l'empire américain (3,3 millions)
- 1988 : The Gate (1,88 million)
- 1989 : La Grenouille et la Baleine (1,79 million)
- 1990 : Jésus de Montréal (2,53 millions)
- 1991 : Ding et Dong, le film (2,35 millions)
- 1992 : Robe noire (2,85 millions)
- 1993 : La Florida (1,64 million)
- 1994 : Louis 19, le roi des ondes (1,8 million)
- 1996 : Johnny Mnemonic (3 millions)
- 1996 : Crash (1,23 million)
- 1997 : Air Bud : Buddy star des paniers (1,6 million)
- 1999 : Les Boys (6,8 millions)
- 2000 : Les Boys 2 (5,5 millions)
- 2001 : L'Art de la guerre (The Art of War) (4,5 millions)
- 2002 : Nuit de noces (2 millions)
- 2003 : Les Boys 3 (5 millions)
- 2004 : Séraphin : Un homme et son péché (9,6 millions)
- 2005 : Resident Evil: Apocalypse (6 millions)
- 2006 : C.R.A.Z.Y. (5,8 millions)
- 2007 : Bon Cop, Bad Cop (12 millions)
- 2008 : Les 3 P'tits Cochons (4,3 millions)
- 2009 : La Bataille de Passchendaele (Passchendaele) (?)
- 2010 : De père en flic (10 millions)
- 2011 : Resident Evil: Afterlife (7 millions)
- 2012 : Starbuck (3,5 millions)
- 2022 : La Pat' Patrouille, le film